# ルイジアナ・クレオール語
ルイジアナ・クレオール語（英: Louisiana Creole French、ルイジアナ・クレオール語: Kreyol Lwiziyen）は、ルイジアナ州で話される、フランス語をベースにしたクレオール言語である。それは、カリブ諸国の他のクレオール語と多くの類似点を持つ。ケイジャン・フランス語とルイジアナのクレオールは互いに重大な影響を与えてはいるが、両者は無関係である。ケイジャンの言葉は基本的に、標準的なフランス語と同様の文法を持つフランス語方言であるが、ルイジアナのクレオール語は、フランス語文法からは全く異なった文法と統語論に当たる。

## 文法
一般に、ルイジアナ・クレオール語の文法は、ハイチ語のそれに非常に似ている。ルイジアナ・クレオール語の定冠詞は、単数ではaとla、複数形ではyèとなる。フランス語と異なり、クレオール語では定冠詞を名詞の後に置く。男性名詞、女性名詞といった名詞性のシステムが全くないので、冠詞は発音の評価基準で異なるのみである。aは母音で終わる単語の終わりに付き、laは子音で終わる単語の後に付ける。
ルイジアナ・クレオール語のもうひとつのフランス語と異なる側面は、動詞の語形変化の不足である。動詞が人や数に基づいて変化せず、時制に基づいても変化しない。動詞の時制は、分詞とのセットにおいて、もしくは単に文脈によって明らかにされる。

## 語彙

### 数
| 数 | ルイジアナ・クレオール語 | フランス語 |
| -- | ------------------------ | ---------- |
| 1  | en                       | un         |
| 2  | de                       | deux       |
| 3  | trwa                     | trois      |
| 4  | katr                     | quatre     |
| 5  | senk                     | cinq       |
| 6  | sis                      | six        |
| 7  | set                      | sept       |
| 8  | wit                      | huit       |
| 9  | nèf                      | neuf       |
| 10 | dis                      | dix        |